# Falç del cervell
La falç del cervell, o falç cerebral, és un gran plec en forma de falç o mitja lluna de la capa meníngia de la duramàter que baixa verticalment a la cissura interhemisfèrica entre els hemisferis cerebrals del cervell humà. La falç del cervell s'uneix anteriorment a la cresta de gall en proximitat a la làmina cribrosa i als sins frontals i l'etmoide. Posteriorment, està connectada amb la superfície superior de la tenda cerebel·lar. El seu marge superior està unit a la línia mitjana a la superfície interna del crani, fins a la protuberància occipital interna. El sinus sagital superior es troba al marge superior de la falç cerebral i recobreix la fissura longitudinal del cervell. El sinus sagital inferior està contingut al marge inferior de la falç cerebral i s'arqueja sobre el cos callós, en la profunditat de la fissura longitudinal.